# Makrokylindrus aculeatus
Makrokylindrus aculeatus är en kräftdjursart som beskrevs av Francis Day 1980. Makrokylindrus aculeatus ingår i släktet Makrokylindrus och familjen Diastylidae. Inga underarter finns listade i Catalogue of Life.